# Art of Fighting
Art of Fighting (龍虎の拳?, Ryūko no Ken) è un videogioco arcade del 1992 per il Neo Geo di genere picchiaduro a incontri, edito da SNK. Trattasi il primo capitolo dell'omonima trilogia, il quale trovò un successo discreto. Era inoltre il secondo tentativo concreto di SNK, dopo Fatal Fury: King of Fighters (del 1991), di trovare un antagonista a Street Fighter II: The World Warrior di Capcom nel settore.
Il titolo si è prestato a un gran numero di conversioni, a partire da quella per Neo Geo CD; appare anche su SNES, PC Engine Arcade CD-ROM², Sega Mega Drive e più recentemente su PlayStation 2, nella Art of Fighting Collection.

## Trama
Ambientato nel 1978, l'artista marziale chiamato "Invincible Dragon" Ryo Sakazaki e il suo migliore amico Robert Garcia partono alla ricerca della sorella di Ryo, Yuri, che è stata rapita da Mr. Big a Southtown. A Southtown, Ryo e Robert affrontano diversi nemici per trovare la posizione di Yuri usando il loro karate noto come Kyokugen Karate ("stile estremo") in combattimento. Dopo aver sconfitto Mr. Big, il criminale li conduce alla giovane ragazza che ha rapito la ragazza da un uomo con una maschera tengu. Prima che Ryo finisca l'assassino, viene interrotto da Yuri. La storia di Art of Fighting si conclude con un cliffhanger; Yuri sta per rivelare la vera identità dell'uomo mascherato. 

## Modalità di gioco
Art of Fighting puntava sulla potenza del motore grafico, impressionante per l'epoca; con sprite enormi che si modificano in maniera dinamica subendo danni durante gli incontri, e una gestione cinematografica della camera che riprende i lottatori zoomando in due direzioni a dipendenza della posizione degli stessi.
Si utilizzano i pulsanti di pugno e calcio, un tasto per i colpi potenti, e uno per provocare l'avversario allo scopo di fargli perdere energia di spirito. È presente un'innovazione per i picchiaduro, ovvero una barra di spirito che cala con ogni mossa speciale effettuata ed è possibile ricaricarla lasciando premuto il tasto del pugno. Una supermossa segreta è ottenibile completando con successo uno dei diversi bonus stage che si presenteranno durante il percorso. 
In giocatore singolo sono presenti due personaggi giocabili identici, Ryo e Robert, mentre nella modalità a due giocatori tutti gli otto personaggi sono selezionabili.

### Livelli bonus
- Bottle Smash – L'obiettivo è rompere cinque bottiglie su un tavolo. Il giocatore deve calcolare con attenzione il tempo e premere il pulsante A quando una barra speciale si riempie completamente per ottenere la massima potenza. Rompendo tutte le bottiglie contemporaneamente, il livello viene completato, premiando il giocatore con un aumento della barra dello spirito per la partita successiva.
- Ice Smash – Entro un limite di tempo, il giocatore deve accumulare abbastanza potenza per rompere cinque blocchi di ghiaccio. Premendo il pulsante A, si riempirà una barra sullo schermo. In caso di successo, il giocatore verrà ricompensato con un aumento della barra della vita per la partita successiva.
- Initiate Super Death Blow – Il giocatore deve eseguire la super mossa speciale, Haou Shoukou Ken, un certo numero di volte per impararla e usarla nel gioco. Il numero di volte necessarie per eseguire la mossa nel limite di tempo stabilito dipende dal livello di difficoltà del gioco.

## Personaggi e loro tecnica
- Ryo Sakazaki - Kyokugenryu Karate
- Robert Garcia - Kyokugenryu Karate (nonostante il cognome, uno dei pochi personaggi di picchiaduro di nazionalità italiana)
- Ryuhaku Todoh - Aikidō
- Jack Turner - combattimento da strada
- Lee Pai Long - Arti marziali cinesi
- King - Muay Thai
- Mickey Rogers - Pugilato
- John Crawley - Arti marziali
- Mr. Big - Escrima
- Mr. Karate - Kyokugenryu Karate; porta la maschera di un tengu

## Accoglienza
In Nord America, le classifiche arcade di RePlay hanno elencato Art of Fighting come il kit di conversione software con il maggior incasso nel dicembre 1992. La risposta della critica al titolo è stata negativa per quanto riguarda il gameplay e positiva per la grafica. Nintendo Life lo considera un gioco scadente di SNK che non può competere con giochi simili come Street Fighter II: The World Warrior, citando pochi personaggi giocabili, un gameplay limitato e una forte IA dei nemici nonostante ne abbia comunque elogiato la grafica. GameSpot ha concordato citando la grafica come una delle migliori del Neo Geo, ma ha criticato il "gameplay di base quasi privo di anima". Ha detto specificamente questo a causa dei requisiti necessari per eseguire mosse speciali e ha definito il gioco una "copia" di Street Fighter. Anche IGN è stata negativa, affermando che il gioco mancava di più innovazioni oltre al sesso di King e ha criticato il gameplay per essere troppo semplice. Hanno affermato che il precedente Fatal Fury: King of Fighters presentava gli stessi problemi negativi, con soli tre personaggi giocabili, ma mancava dell'innovazione di tale picchiaduro, dato che in questo due giocatori potevano controllare l'IA nemica insieme, a differenza di Ryo e Robert che combattevano da soli. Ciononostante, come altri recensori, IGN ha citato la grafica come uno dei pochi aspetti positivi.
Diversi critici hanno paragonato Ryo e Robert ai protagonisti di Street Fighter Ryu e Ken Masters per il loro aspetto fisico e le loro tecniche; tuttavia, il loro morale e il loro legame sono stati elogiati. Greg Kasavin di GameSpot ha considerato la mossa "Haohshokohken" come una delle mosse di palla di fuoco più influenti nella storia dei giochi di combattimento a causa di quanto sia forte e grande la tecnica di fuoco di Ryo e di come sarebbe stata notevole nei giochi successivi di Capcom come Marvel vs. Capcom.